# Dwingel

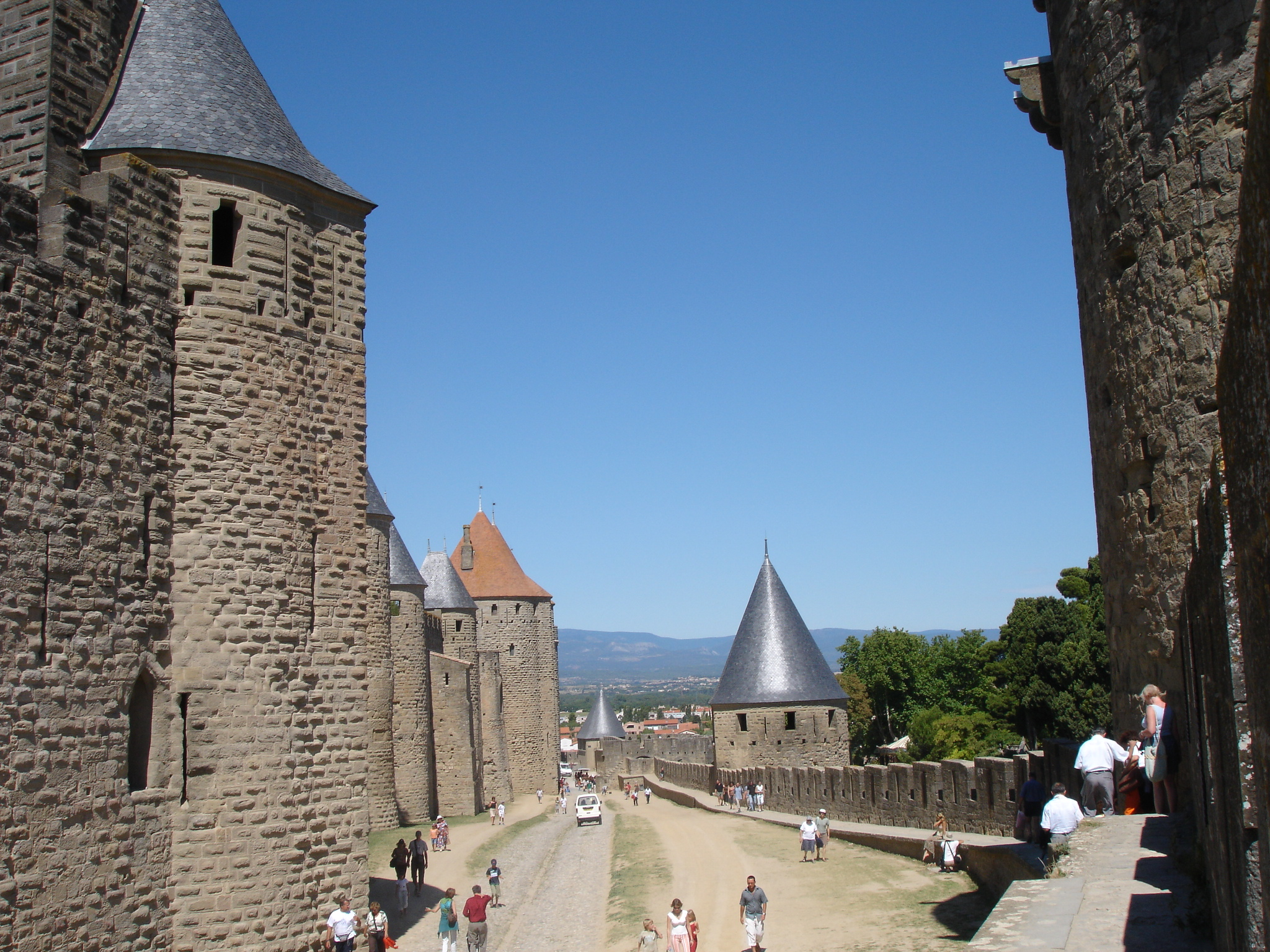
Voorbeeld van een dwingel in de citadel van Carcassonne in Frankrijk.

Dwingel is een term uit de middeleeuwse vestingbouw.
Een dwingel is de ruimte tussen twee verdedigingsmuren. Het betreft een vlak terrein, meestal begroeid met gras. De breedte van de dwingel bedraagt minder dan een boogafstand, de afstand die een pijl kan vliegen. Zo kan een vijand die de buitenste weermuur heeft bedwongen, vanaf de binnenste muur beschoten worden. Om die reden zijn torens in de buitenste verdedigingsmuur altijd open aan de achterzijde. Het open terrein biedt geen beschutting en geeft een vrij schootsveld.
In vredestijd werd de dwingel gebruikt om toernooien te houden of militairen te trainen.
acces · affuit · approche · arsenaal · banket · barbacane · barbette · bastion · bastei · batterij · bedekte weg · beer · berm · blokhuis · bolwerk · borstwering · bres · buitenwerk · bunker · bonnet-traverse · caponnière · circumvallatielinie · citadel · contravallatielinie · contre-approche · contrefossé · contregarde · coupure· contrescarpe · courtine · couvre-face · cunette · damsluis · Dienst der Fortificatiën · demi-lune · dwingel · enveloppe · erkertoren · escarpe · face · faussebraye · flank · flèche · fort · fossé · glacis · gracht · halve maan · hamei · hoornwerk · inundatie ·  inundatiekanaal · inundatiesluis · Italiaans vestingstelsel · kat · kazemat · keel · kroonwerk · kruithuis · landpoort · linie · lunet · mezekouw · Nieuw Nederlands Vestingstelsel · onderwal · ontmanteling · opril · Oud-Nederlands vestingstelsel · palissade · papenmuts · plongee · polygonaal stelsel · poortgebouw · poterne · pulvertoren · ravelijn · redan · redoute · reduit · retranchement · rondeel · saillant · sas · schans · schietgat · schilderhuis · schootsveld · singel · sortie · stadsmuur · stadspoort · tamboer · terreplein · tenaille · tobruk · torenfort · traverse · valhek · verdedigingswerk · vesting · vestingstad · voorwerk · wal · walstraat · waltoren · wapenplaats · waterlinie · waterpoort · weermuur · wolfskuil · zwaluwstaart